# 临水镇 (邯郸市)
临水镇，是中华人民共和国河北省邯郸市峰峰矿区下辖的一个乡镇级行政单位。
2015年2月2日，邯郸市人民政府批复同意将临水镇所辖的14个居民委员会和8个村民委员会从临水镇划出，设立滏阳东路街道办事处。区划调整后，临水镇面积10.18平方公里，人口29953人，辖铁北、泉头、通顺、建材厂、九龙等5个居民委员会，临水、北留旺、东清流、东泉头、西泉头、清泉、中清流、西清流等8个村民委员会。临水镇人民政府驻临水村太行东路66号。

## 行政区划
临水镇下辖以下地区：
建材厂社区、铁北社区、通顺社区、泉头社区、九龙社区、临水村、西清流村、中清流村、西泉头村、清泉村、东泉头村、东清流村和北留旺村。